# Ángela García de Paredes

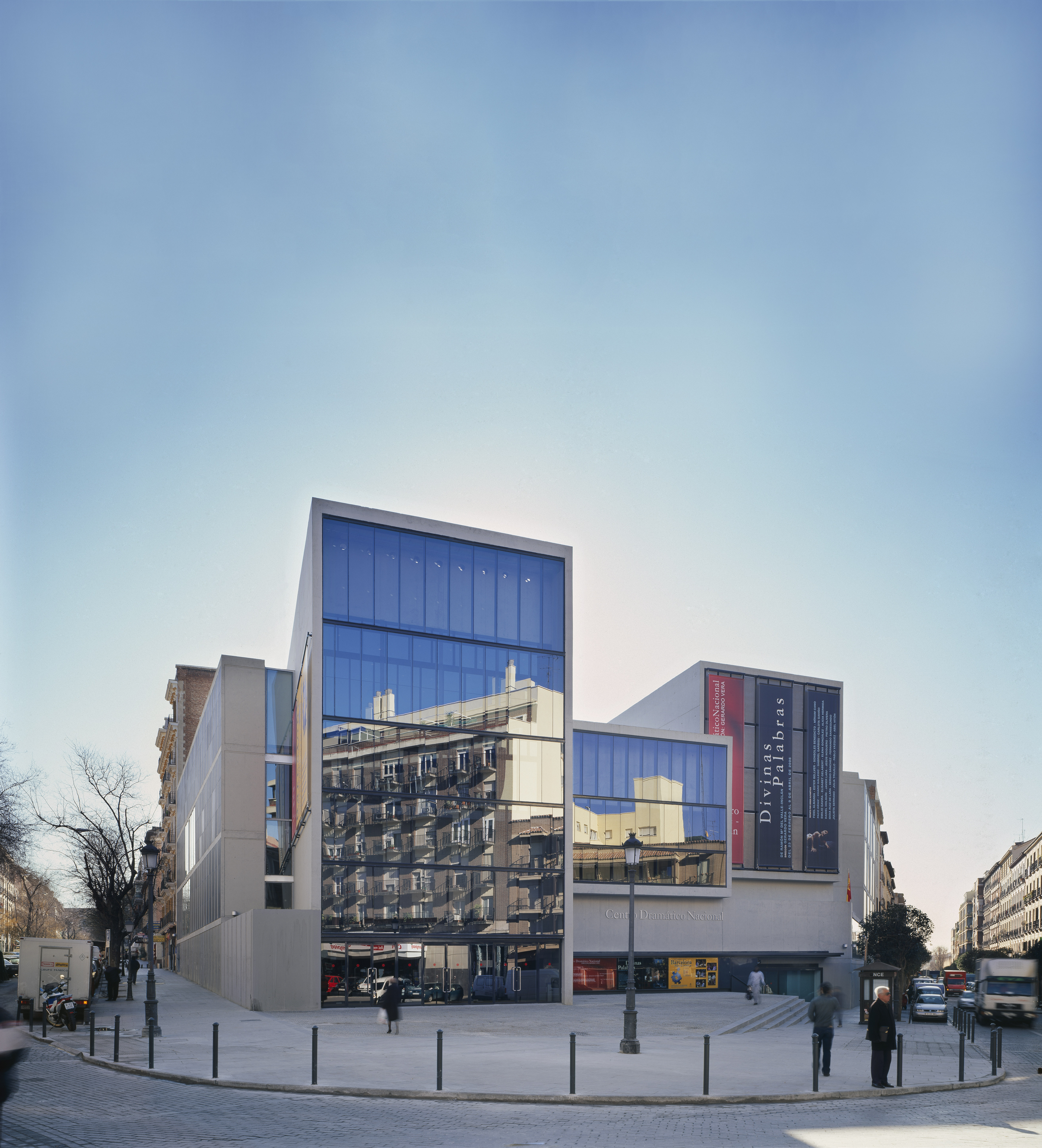
Teatro Valle-Inclán, Madrid

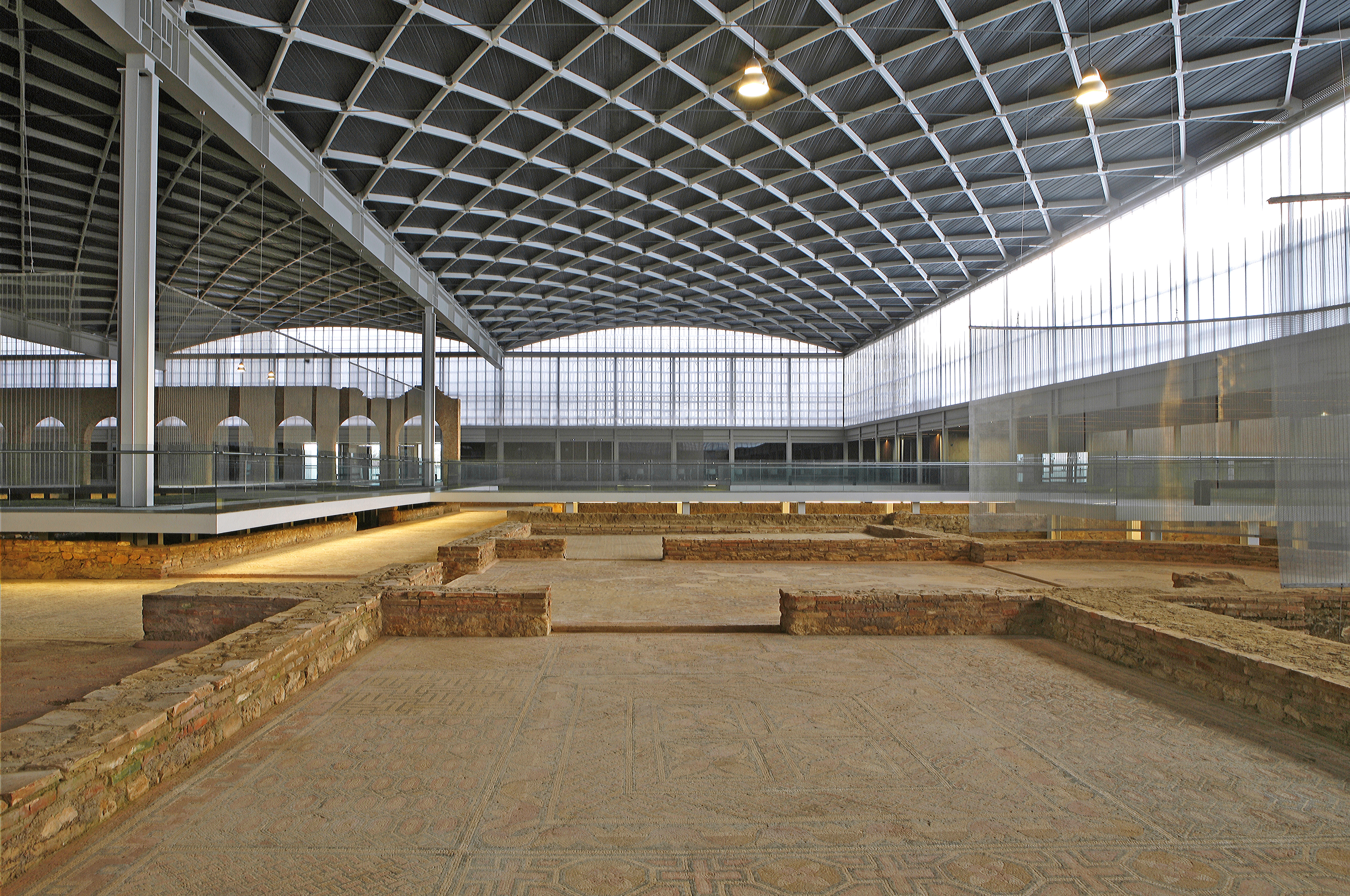
Vista interior de la Villa Romana de La Olmeda

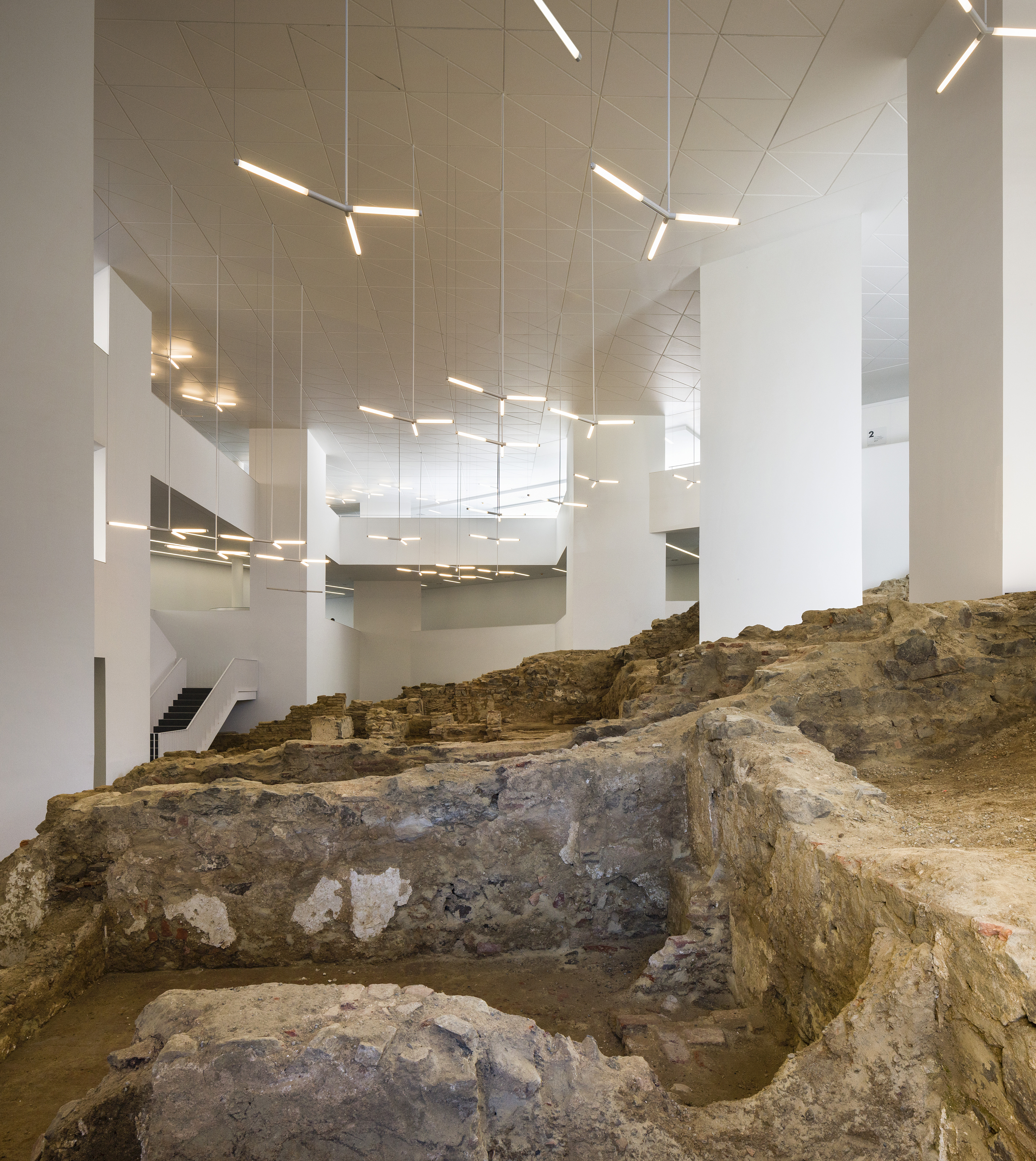
Vista interior de la Biblioteca Pública de Ceuta.

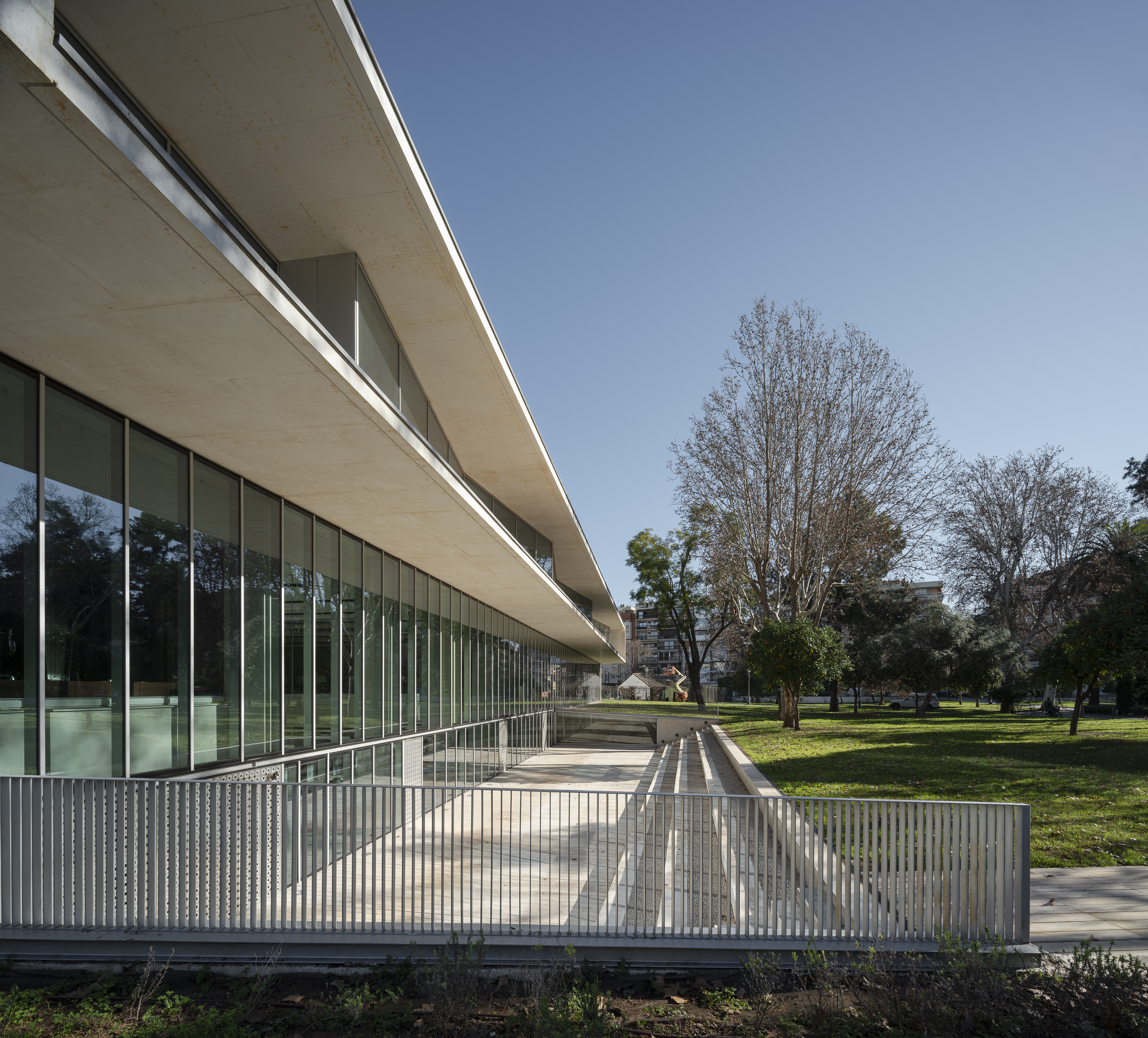
Biblioteca Pública de Córdoba

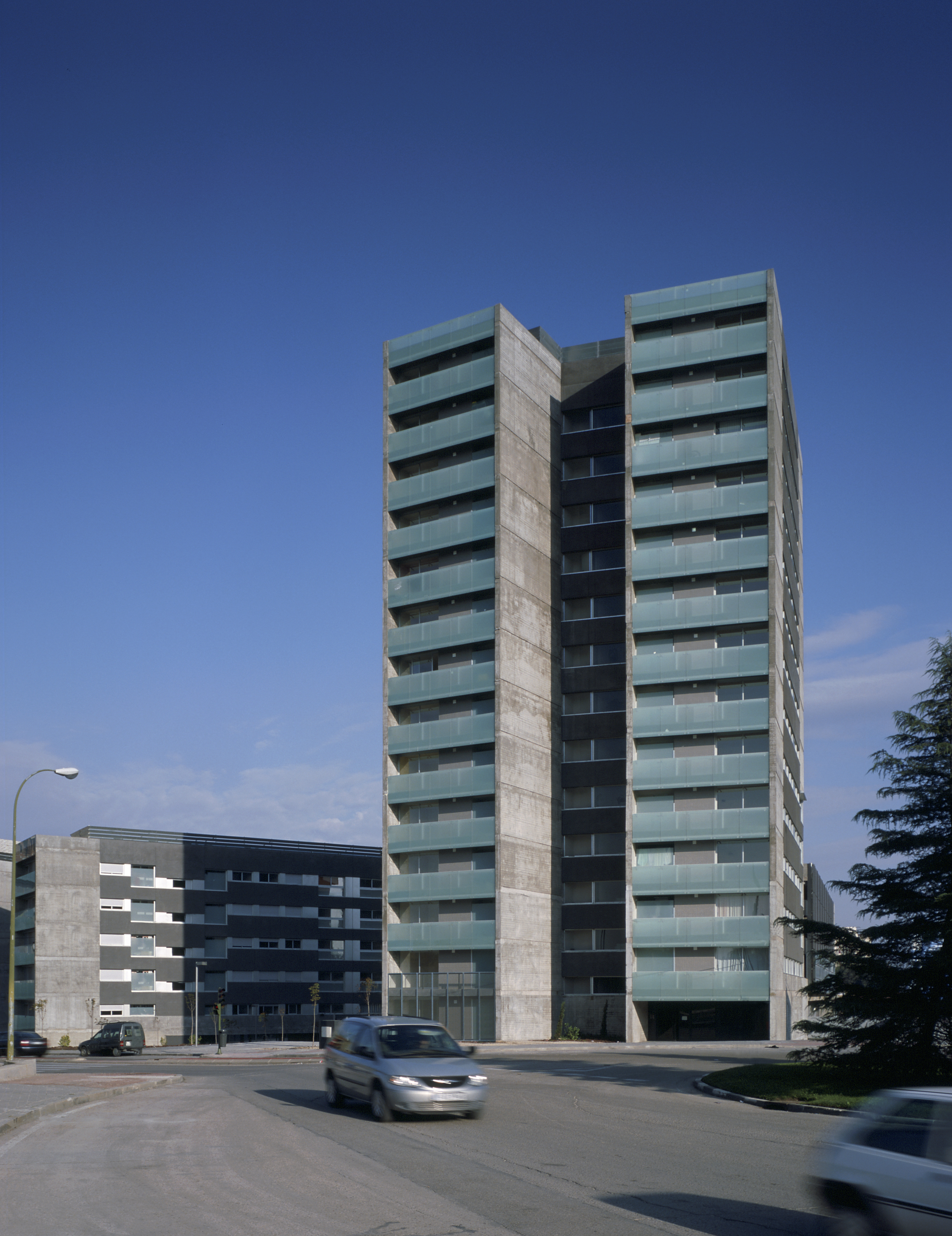
Torre de Pradolongo

Ángela García de Paredes Falla (n. Madrid, 1958) es una arquitecta española.

## Biografía
Es hija del arquitecto José María García de Paredes y de María Isabel de Falla, hija del arquitecto Germán de Falla, hermano del compositor Manuel de Falla.
Es arquitecta por la Escuela Técnica Superior de Arquitectura de Madrid en 1982 y doctora, Premio Extraordinario de tesis doctoral-dedicada a la obra de su padre, José María García de Paredes- por la UPM en 2015, donde es profesora en el departamento de Proyectos Arquitectónicos. Empezó a trabajar como arquitecta colaborando, junto a su marido Ignacio Pedrosa, en el estudio de su padre que, tras su muerte en 1990, se convirtió en Paredes Pedrosa arquitectos Estudio de Arquitectura.
Profesora invitada, crítica y conferenciante en universidades nacionales e internacionales, entre las que destacan: UIC Barcelona, UNAV Pamplona e IUAV de Venecia.
Es vicepresidenta de la Fundación Manuel de Falla, fundada por su madre, y Académica de la Real Academia de Bellas Artes de San Fernando por la Sección de Arquitectura.
García Pedrosa y Ignacio Pedrosa, que comparten actividad profesional e investigadora, han obtenido numerosos primeros premios en concursos y han construido más de una veintena de edificios, destacando el Teatro Valle Inclán en Madrid, el Museo Arqueológico de Almería, las Bibliotecas de Ceuta y Córdoba y la Villa Romana la Olmeda. Juntos han sido agraciados con la Medalla de Oro al Mérito en las Bellas Artes 2014. Su obra ha sido expuesta en la Bienal Internacional de Arquitectura de Venecia en diversas ediciones. La muestra monográfica El sueño del espacio produce formas de la Bienal de Venecia 2018 se expuso en las universidades RPI en Nueva York, Carleton en Canadá y ETSAM en Madrid.

## Obra destacada
Entre otros proyectos, se pueden destacar las siguientes realizaciones:
- 2024 - Intervenciones en el Banco de España, Madrid (1986-2024).
- 2024 - Colegio Español en Rabat, Marruecos.
- 2023 - Biblioteca Pública de Córdoba.
- 2017 - 2 viviendas en Oropesa, Toledo.
- 2016 - Auditorio de Lugo.
- 2014 - Biblioteca Pública de Ceuta.
- 2011 - Universidad Popular Infantil de Gandía, Valencia.
- 2009 - Villa Romana la Olmeda, Pedrosa de la Vega, Palencia.
- 2007 - Intervención en Bodegas Real, Valdepeñas, Ciudad Real.
- 2006 - Teatro Valle-Inclán, Madrid.
- 2006 - 146 viviendas EMV, Madrid.
- 2005 - Unidades de Bibliometro en estaciones de Metro, Madrid.
- 2005 - Espacio Torner, Cuenca.
- 2004 - Museo de Almería, Almería.
- 2004 - Aulario en la Facultad de Psicología UAM, Madrid.
- 2003 - Palacio de Congresos de Peñíscola, Castellón.
- 2003 - Biblioteca María Moliner, Velilla de San Antonio, Madrid.
- 2002 - Centro de Congresos de Murcia, Murcia.
- 2002 - 101 viviendas EMV, Madrid.
- 1998 - Casa Consistorial en Valdemaqueda, Madrid.

## Premios y reconocimientos
- Premio Permanencia CSCAE 2023
- Premio COAM +10 y Tecnología e Innovación 2022
- Premio Barbara Cappochin 2022
- Premio Bienal de Arquitectura Española 2018
- Premio COAM 2018
- Medalla de Oro al Mérito en las Bellas Artes 2014
- Premio Ascer 2016 y 2004
- Premio Europeo de Intervención en Patrimonio Arquitectónico 2015
- Premio Eduardo Torroja de Ingeniería y Arquitectura 2014
- Premio Cemex 2013
- Premio Mansilla COAM 2012 y 2014
- Mediterranean Sustainable Architecture Award 2013
- Gold Medal International Prize for Sustainable Architecture 2012
- Premio de Arquitectura Española 2007
- Premio ARCO 2004
- Premio Arquitectura Comunidad de Madrid 2000 y 2005
- Ar+d award for Emerging Architecture 1999
- Premio Europan II y IV, 1991 y 1996